# 那古野村
那古野村（なごのむら）は、愛知県愛知郡にあった村。現在の名古屋市中村区・西区の一部にあたる。

## 地理
堀川の上流右岸に位置していた。

## 歴史
- 1889年（明治22年）10月1日、町村制の施行により、愛知郡下名古屋村、南押切村、広井村が合併して村制施行し、那古野村が発足[1][2]。旧村名を継承した下名古屋、南押切、広井の3大字を編成[2]。
- 1898年（明治31年）8月22日、名古屋市に編入され廃止[1][2]。編入後は、名古屋市下名古屋・南押切・広井となる[2]。